# Taczanowskia sextuberculata
Taczanowskia sextuberculata là một loài nhện trong họ Araneidae.
Loài này thuộc chi Taczanowskia. Taczanowskia sextuberculata được Eugen von Keyserling miêu tả năm 1892.